# Tsitsikamma-Nationalpark
Der Tsitsikamma-Nationalpark war bis 2009 ein eigenständiger Nationalpark in Südafrika. Seither ist er Teil des Garden-Route-Nationalparks. Er liegt im Distrikt Sarah Baartman im westlichen Teil der Provinz Ostkap.

## Profil des Parks
Der Park mit einer Fläche von 29.838 Hektar wurde 1964 eröffnet und erstreckte sich über fast 100 Kilometer entlang der Küste zwischen Kap St. Francis und Plettenberg Bay. Er umfasste nicht nur den ursprünglichen Urwald an Land, sondern auch einen 5,5 Kilometer breiten Streifen des küstennahen Meeres. Die Vegetation ist dort sehr üppig und vielfältig. Der dichte Wald mit seinen alten, bis zu 40 Meter hohen Bäumen ist einer der letzten Urwälder Südafrikas. Bemerkenswert sind hier vor allem die Yellowwood-Bäume (Breitblättrige Steineibe, Podocarpus latifolius). Aus den Tsitsikamma-Bergen fließen dank der hohen Niederschlagsmengen von jährlich bis zu 1200 mm viele Bäche und Flüsse dem Meer zu. Des Weiteren gibt es eine artenreiche Vogelwelt, Affen und kleinere Antilopenarten. Vor der Küste sieht man häufig Delfine und Wale.
Der Name Tsitsikamma bedeutet in der Sprache der Khoikhoi so viel wie „wasserreicher Platz“ bzw. „wo das Wasser beginnt“.
Am 6. März 2009 ging der Park im Garden-Route-Nationalpark auf.

## Otter Trail
Der Otter Trail ist ein Wanderpfad, der über eine Strecke von 41 Kilometer an der Küste entlang von der Mündung des Storms River bis nach Nature’s Valley führt. Der Otter Trail ist eine ungeführte Tour für zwei Gruppen von jeweils sechs Personen pro Tag. Die Parkverwaltung schreibt fünf Übernachtungen in dafür bereitgestellten Hütten vor. Die Tagesleistungen betragen zwischen 4,8 (erster Tag) bis 13,8 Kilometer. Dabei sind teilweise mehrere Anstiege auf das Hochplateau und zurück zur Küste zurückzulegen.

## Galerie

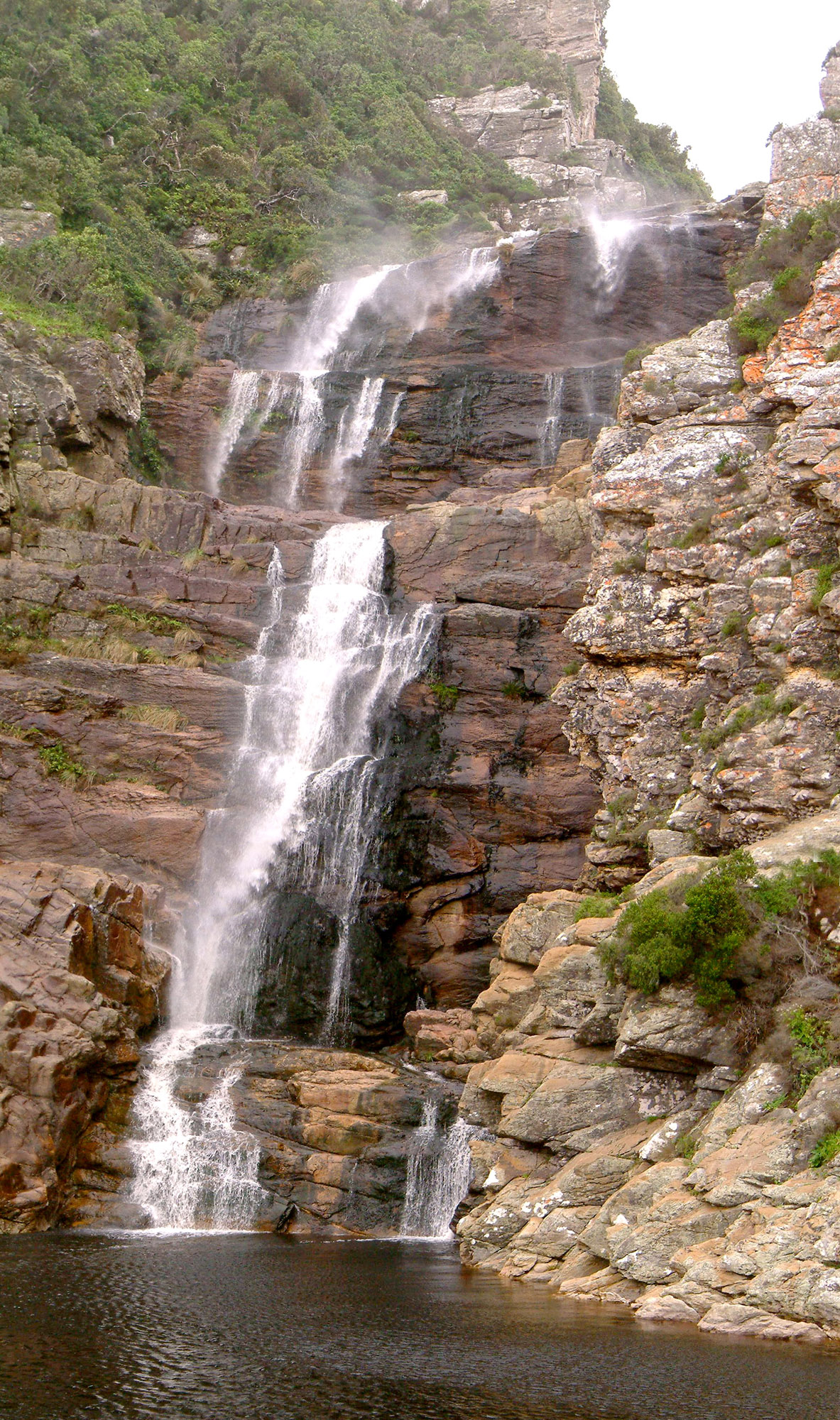
Der Wasserfall zu Beginn des Otter Trail
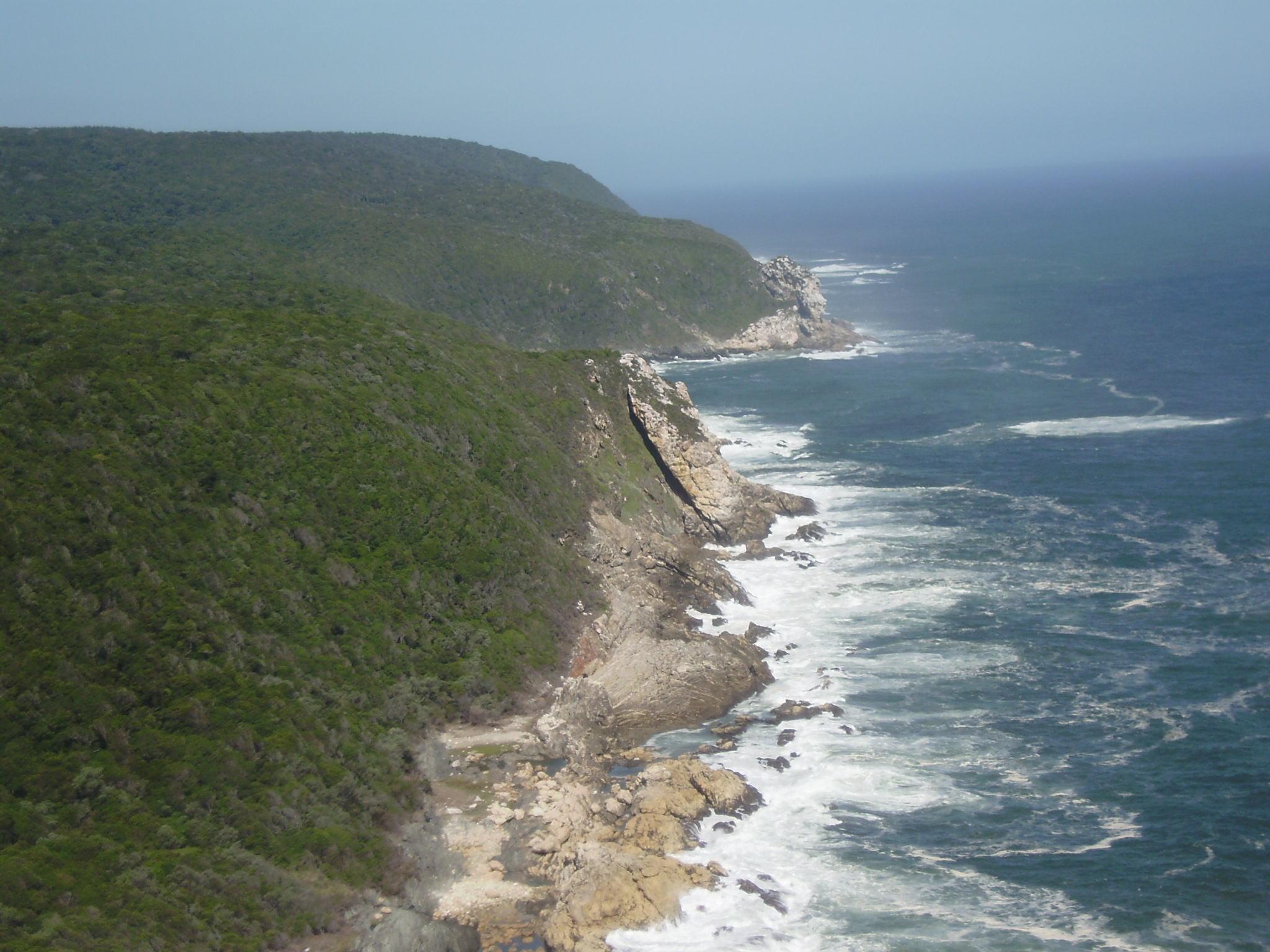
Küste des Tsitsikamma-Nationalparks
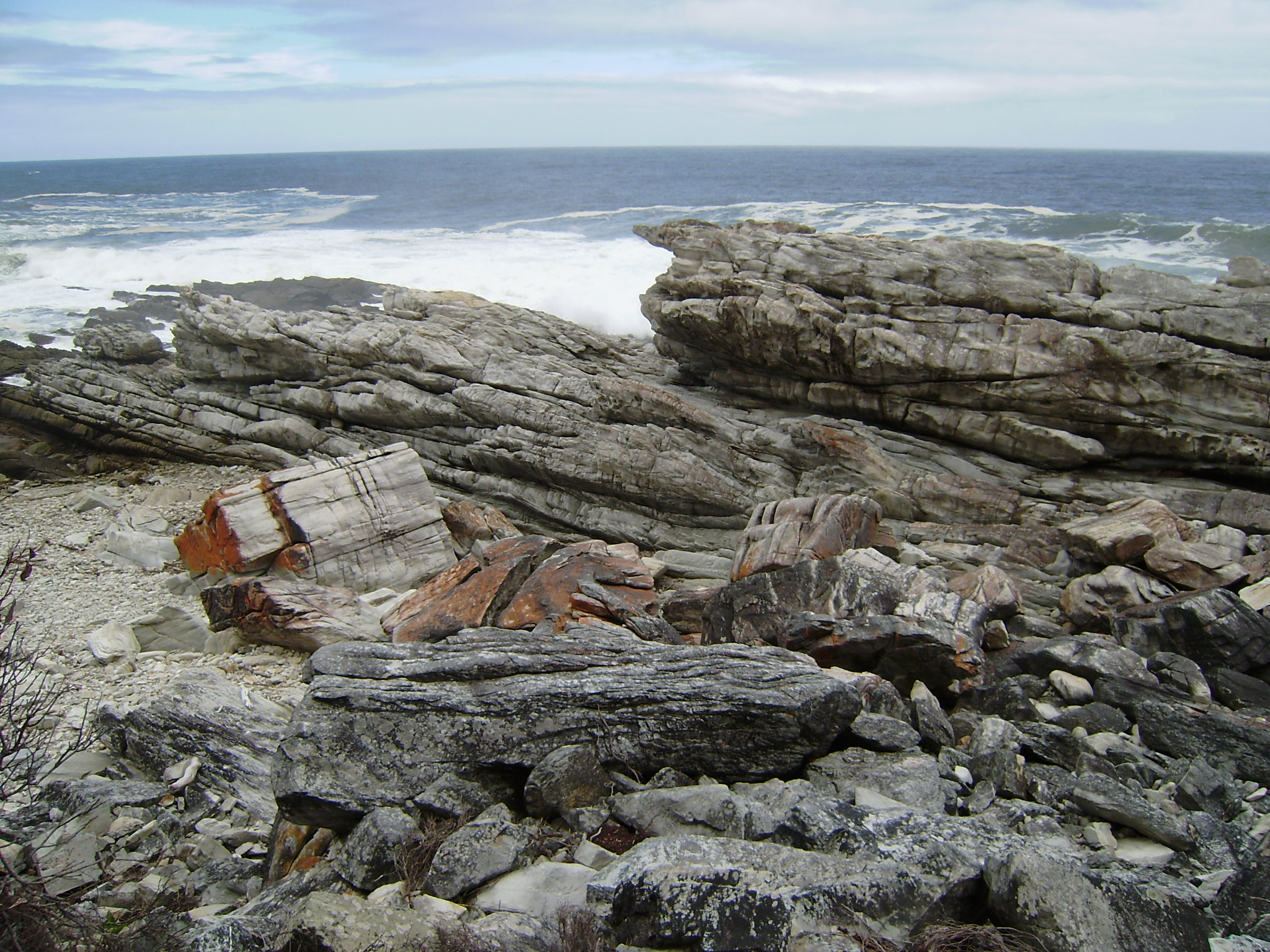
Klippen des Tsitsikamma-Nationalparks